# フレデリック・リンガー
フレデリック・リンガー（英語: Frederick Ringer, 1838年?月?日 - 1907年11月29日）は、幕末から明治時代にかけて、長崎で活動した英国人の貿易商。若くして英国・ノリッジから東アジアへ渡り、1865年から茶の貿易の監督官として長崎でグラバー商会に勤務。1868年にエドワード・Z・ホームとホーム・リンガー商会を設立し、茶の貿易から取引品目を広げ、事業を拡大。トーマス・グラバーの後、長崎居留地（Nagasaki foreign settlement）で指導的役割を果たし、長崎の貿易と産業の発展に貢献した。1868年に建てられたリンガーの旧邸は、重要文化財に指定され、長崎市のグラバー園に保存されている。外食チェーン・リンガーハットの社名は、リンガーにちなんで付けられた。

## 経歴

### 生い立ち
1838年にイングランドのノーフォーク州ノリッジで生まれたが、生涯の大半を日本で過ごした。長兄のジョン（John Melancthon Ringer）と同じように、若くしてノリッジを離れ、東アジアに渡った。次兄のシドニーはユニバーシティ・カレッジ・ロンドンの医師・生理学者・薬理学者となった。

### 長崎へ
1856年、25歳当時、茶の鑑定士（tea inspector）として、中国で、英国の会社「フレッチャー商会」（Fletcher & Co.）に勤務していたことが分かっている。ティークリッパーと呼ばれた茶の輸送用の快速帆船が欧州への季節ごとの茶葉の輸送の速さを競い合っていた時代の初期の頃で、中国での茶の取引で、富を得る者、そして失う者がいた時代だった。
1865年にグラバー商会（Glover & Co.）のスカウトを受け、長崎で、同社の茶の貿易の監督官として勤務することになった。

### ホーム・リンガー商会
1868年、イギリス人の同僚、エドワード・Z・ホーム（Edward Zohrab Holme）と共同で、長崎の大浦11半番地にホーム・リンガー商会（Holme Ringer & Co.）を設立した。当初はグラバー商会時代と同様、茶の取引をしていたが、間もなく日本の第一次産業革命による運輸、石炭、軍需産業の急成長とともに事業を拡大し、海藻、フカヒレ、生蝋の輸出に至るまで、当時の日本の主要な取引品目は全て取り扱うようになった。ホームは、その後間もなくロンドンでの事業を指揮するため日本を離れ、最終的に日本における事業の権利をすべてリンガーに譲った。
長崎での事業においてリンガーの一番の協力者は、グラバー商会時代の同僚でもあったジョン・C・スミス（John Carrick Smith）だった。
1888年、ホーム・リンガー商会は本社を海岸に面した大浦7番地に移転した。ホーム・リンガー商会は、イギリスの保険組合ロイズの長崎における代理店として活動したり、国をまたいで活動する数々の銀行、保険会社、海運業者の仲介業を営んだりした。事業は海外にも広がりを見せ、支店は中国や朝鮮におかれ、ときにはロシアとも幅広く貿易することもあった。1890年代初頭、ホーム・リンガー商会は下関港に支社を設立し、当時外国法人が条約港の外に支店を設立することは認められていなかったため、「瓜生（うりゅう）商会」と称した。藤原義江の実父のスコットランド人リードはこの瓜生商会の支配人をしていた。

### 長崎居留地の指導者

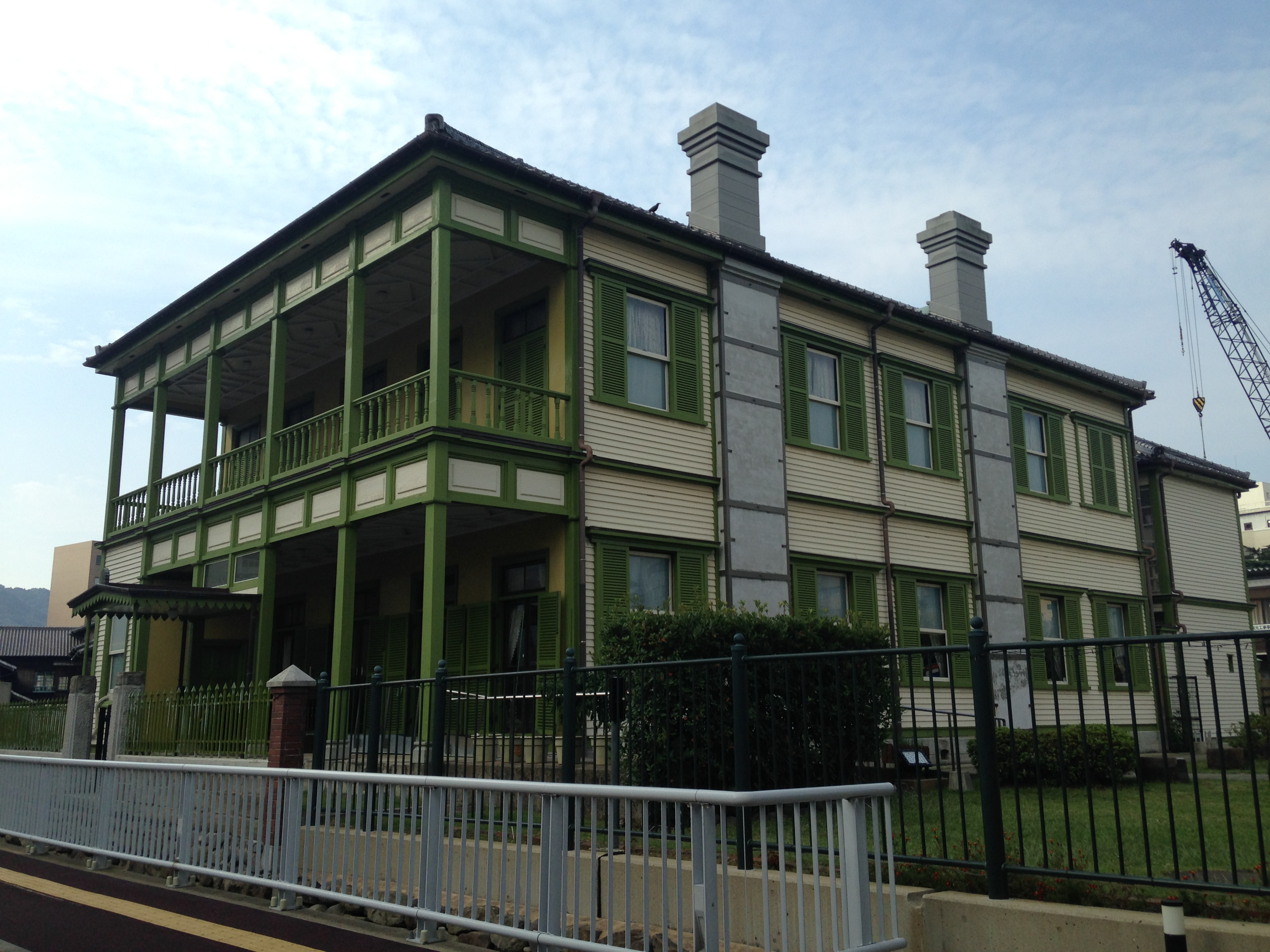
旧長崎内外倶楽部

リンガーは、長崎に渡った当初から長崎の外国人居留地の政界・社交界に積極的に関与した。1874年に居留地会議住民代表（行事）に選出され、その5年後にユリシーズ・グラントが大統領を辞職して世界旅行中に日本を訪れた際には、歓待役を務めた。
1884年からはベルギー領事を務め、デンマーク、スウェーデン、ハワイの領事代理を複数回務めた。1899年に「長崎内外倶楽部」の設立を先導した人物の1人でもあった。

### 長崎の発展への貢献
当時日本でどのような事業が行われていたのかは、日本の2大財閥である三菱と三井についてみるとよく理解できる。両財閥はともに膨大な量の石炭を輸出していたが、その九州における主な仲介業者はホーム・リンガー商会の支社である下関の瓜生商会に他ならなかった。
リンガーは、長崎と日本の経済発展（殖産興業）に多大な貢献をした。長年の間に設立した企業は、機械化された製粉所、蒸気洗濯所、石油の備蓄場、港湾荷役、トロール漁業、近代捕鯨など多岐にわたる。1890年代末まで、長崎は日清戦争、米西戦争、あるいはロシア艦隊の回航により活況に沸き、リンガーは当地の外国人商人の中で支配的な地位を築いた。

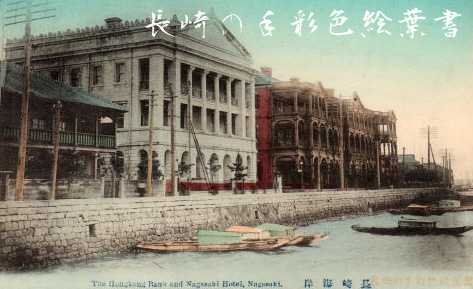
香港銀行と長崎ホテル

リンガーの成功を反映するものには、1897年に日刊英字新聞「ナガサキ・プレス」（Nagasaki Press）を創刊したことや、翌1898年に海岸沿いに長崎ホテルを建設したことなどがある。

### 晩年と遺産
リンガーは1906年に健康上の理由でイングランドへ帰国するまで長崎に留まっていた。その後一度長崎に戻ったが、長期間は滞在できなかった。1907年11月29日、故郷ノリッジで死去、享年69歳。遺骸はロザリー路の非国教徒用の共同墓地に埋葬された。リンガーの遺産には、数多くの芸術品や、ノリッジ城博物館への寄付も含まれていた。
リンガーは長男フレッドと次男シドニーの2人の長崎生まれの息子を残した。フレッドは1940年に長崎で56歳で死去した。同年8月に、シドニーの2人の息子マイケルとヴァーニャは、日本の当局からスパイ容疑で逮捕され、国外退去とさせられた（コックス事件）。シドニーは、1940年10月にホーム・リンガー商会の長崎本社を閉鎖するよう命じられ、上海への亡命を余儀なくされた。その後シドニーとその夫人は、上海で拘束され日本軍の収容所に抑留された。
1941年12月、日本陸軍がイギリス領マラヤに侵攻したとき、マイケルとヴァーニャは、英印軍に加入しマラヤに駐屯していた。ヴァーニャは第14パンジャブ連隊第5大隊に属して戦い、イギリス側が壊滅的な被害を蒙ったスリム川の戦いで1942年1月7日に戦死した。マイケルは日本語話者だったおかげで、陥落前にシンガポールから脱出できたが、スマトラで捕えられ、終戦まで同地で捕虜として過ごした。マイケルは戦後、日本軍の残虐行為の証人として法廷に召喚されている。
リンガーの次男シドニーは、日本に帰化したが、戦後長崎の財産をほとんど売り払って、イングランドに渡り、1967年に死去した。
戦中閉鎖されていたホーム・リンガー商会は、かつての日本人従業員によって再開され、2017年現在も北九州市門司などで船舶代理業などを商っている。

## リンガー邸

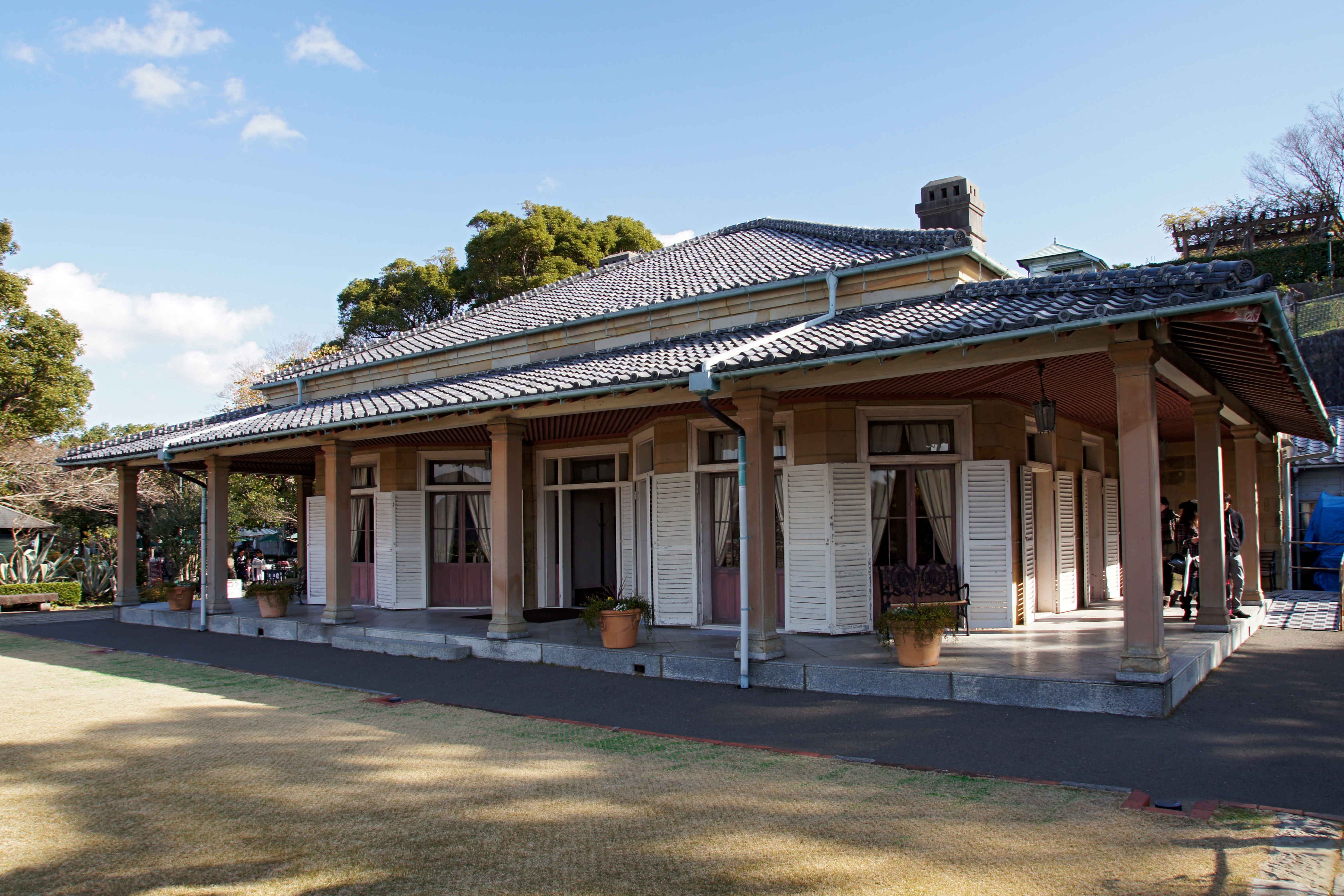
グラバー園の旧リンガー住宅

1868年に長崎の南山手2番地に建てられ、リンガー一家が暮らしていた木造（外壁石造）の旧宅は、1966年に国の重要文化財に指定され、他の2人の英国人の旧宅（グラバー邸・オルト邸）とともに、グラバー園に保存されている。

## リンガーハットとの関係
リンガーハット公式ホームページによれば、外食チェーン・リンガーハットの店名は、1974年に長崎の郷土料理であるちゃんぽんの店を出すに当たり、長崎で貿易商をしていたリンガーの名前にあやかって付けたものである。

## 読書案内
- バークガフニ, ブライアン 著、大海バークガフニ 訳『リンガー家秘録 1868‐1940 - 長崎居留地資料で明かすホーム・リンガー商会の盛衰記』長崎文献社、2014年。ISBN 978-4888512152。